# Československá basketbalová liga 1954/1955
Mistrovství Československa v basketbalu (Přebor republiky) 1954/1955 bylo v Československu nejvyšší ligovou basketbalovou soutěží mužů, v ročníku ligy hrálo 10 družstev, z toho 2 ze Slovenska. Proti předcházející sezóně byl počet účastníků zvýšen o 2 družstva. Změny klubů: Spartak Brno Zbrojovka na Spartak Brno ZJŠ, Slavia Ekonom Praha na Slavia Praha ITVS. Titul  mistra Československa získala ÚDA Praha, Spartak Brno ZJŠ  skončil na 2. místě a Slavia Brno na 3. místě. Sestoupili oba nováčci Spartak Tesla Strašnice Praha a Slavia VŠE Praha. 
Konečné pořadí  1954/1955:

1. ÚDA Praha (mistr Československa 1955) - 2. Spartak Brno ZJŠ - 3. Slávia Bratislava - 4. Spartak Praha Sokolovo - 5. Tatran Ostrava - 6. Slavia Praha ITVS - 7. Slovan ÚNV Bratislava - 8. Slavia Brno - další 2 družstva sestup z 1. ligy: 9. Spartak Tesla Strašnice Praha - 10. Slavia VŠE Praha

## Systém soutěže
- Všech 10 družstev hrálo dvoukolově každý s každým, každé družstvo 18 zápasů.

## Mistrovství Československa v basketbalu 1954/1955
| Poř. | Tým                     | Z  | V  | P  | Skóre     | Body |
| ---- | ----------------------- | -- | -- | -- | --------- | ---- |
| 1.   | ÚDA Praha               | 18 | 17 | 1  | 1285:985  | 17   |
| 2.   | Spartak Brno ZJŠ        | 18 | 14 | 4  | 1326:1094 | 14   |
| 3.   | Slávia Bratislava       | 18 | 14 | 4  | 1231:1046 | 14   |
| 4.   | Spartak Praha Sokolovo  | 18 | 11 | 7  | 1212:1178 | 11   |
| 5.   | Tatran Ostrava          | 18 | 8  | 10 | 1087:1081 | 8    |
| 6.   | Slavia Praha ITVS       | 18 | 7  | 11 | 1231:127S | 7    |
| 7.   | Slovan ÚNV Bratislava   | 18 | 7  | 11 | 1033:1155 | 7    |
| 8.   | Slavia Brno             | 18 | 6  | 12 | 1091:1323 | 6    |
| 9.   | Spartak Tesla Strašnice | 18 | 3  | 15 | 974:1172  | 3    |
| 10.  | Slavia VŠE Praha        | 18 | 3  | 15 | 1048:1246 | 3    |

## Sestavy (hráči, trenéři) 1954/1955
- ATK Praha: Miroslav Škeřík, Jaroslav Šíp, Jiří Matoušek, Jaroslav Tetiva, Jiří Tetiva, Radoslav Sís, Vladimír Lodr, Douša, Vlastimil Čermák, Kadlec. Trenér Soudský
- Spartak Zbrojovka Brno: Ivo Mrázek, Lubomír Kolář, Milan Merkl, Zdeněk Bobrovský, Miloš Nebuchla, Helan, Linke, Čurda, Vykydal, Hladký. Trenér L. Polcar
- Slávia Bratislava: Dušan Lukášik, Boris Lukášik, Karol Horniak, Eugen Horniak, Tarek, Klementis, Likavec, Poliak, Gajdár, Seitz, Matisko, Pasovský. Trenér Gustáv Herrmann
- Sparta Praha:  Jiří Baumruk, Jindřich Kinský, Josef Ezr, Vladimír Lodr, Dušan Krásný, Miroslav Baumruk, Brzkovský, Formánek, Šafránek, Bergl, Kadlec. Trenér Josef Ezr
- Tatran Ostrava: Jan Kozák, Zdeněk Böhm, Hrnčiřík, Dopita, Gubrič, Souček, Grulich, P. Böhm, Wrobel, Tošenovský. Trenér Souček
- Slavia Praha ITVS: Nikolaj Ordnung, Zdeněk Rylich, Jaroslav Křivý, Jaroslav Chocholáč, Janovský, Nikolaj Ordnung, Kadeřábek, Zdeněk Rylich, Štédroňský, Zbuzek, Kašper. Trenér Ladislav Trpkoš
- Slovan ÚNV Bratislava: Josef Křepela, Rudolf Stanček, Tiso, Zemaník, Teplý, Kalina, Klementis, Nikodým, Rehák, Filkus, Kantor. Trenér L. Krnáč
- Slavia Brno: František Pokorný, Nerad, Švanda, Nečas, Kurz, Cábel, Skokan, Levíček, Ševčík, Lukáč. Trenér Dvořák
- Spartak Tesla Strašnice: Čech, Skronský, Král, Šík, Rezek, Kocourek, Cirnfus, Toms, Bělohradský, Suttner, Teska, Čížek, Suchopár, Kraus, Jirman, Poledna, Kábrt, Rakúšan . Trenér Šonský
- Slavia VŠE Praha: Milan Rojko, Podlesný, Kliner, Cingroš, Heger, Škoda, Hedrlín, Hejda, Cílek, Jančálek, Chlost, Bezecný. Trenér Štépán

## Zajímavosti
- Mistrovství světa v basketbalu mužů 1954 (Rio de Janeiro), Brazílie, v říjnu/listopadu 1954 za účasti 12 družstev. Konečné pořadí: 1. USA, 2. Brazílie, 3. Filipíny, 4. Francie. Družstvo mužů Československa se nekvalifikovalo.
- Mistrovství Evropy v basketbale mužů 1955 se konalo v Maďarsku (Budapešť) v červnu 1955 za účasti 18 družstev. Mistrem Evropy bylo Maďarsko,  Československo na 2. místě a Sovětský svaz na 3. místě. Velmi cenná byla výhra 81-74, kterou Československo odsunulo Sovětský svaz na třetí místo. Československo na ME 1955 hrálo v sestavě: Miroslav Škeřík 191 bodů /10 zápasů, Ivo Mrázek 104 /10, Jaroslav Šíp 101 /10, Jaroslav Tetiva 77 /9, Zdeněk Bobrovský 73 /9, Zdeněk Rylich 52 /9, Jiří Matoušek 47 /9, Jan Kozák 42 /9, Jiří Baumruk 40 /9, Lubomír Kolář 32 /5, Dušan Lukášik 17 /5, Milan Merkl 17 /2, Eugen Horniak 13 /5, Radoslav Sís 13 /4,  celkem 819 bodů v 10 zápasech (8-2). Trenér Josef Fleischlinger. Nejlepším střelcem celého ME 1955 byl Miroslav Škeřík (19,1 bodu na zápas).
- ÚDA Praha od sezóny 1953/54 v řadě do sezóny 1955/56 získala tři tituly mistra Československa, druhý byl  v ročníku 1954/55.